# Рейданс, Диллон
Диллон Джеффри Рейданс (англ. Dillon Jeffrey Radunz; 28 марта 1998, Сент-Клауд, Миннесота) — профессиональный американский футболист, выступающий на позиции тэкла нападения в клубе НФЛ «Теннесси Тайтенс». На студенческом уровне играл за команду университета штата Северная Дакота. Трёхкратный победитель национального чемпионата поддивизиона FCS I дивизиона NCAA. На драфте НФЛ 2021 года был выбран во втором раунде.

## Биография
Диллон Рейданс родился 28 марта 1998 года в Сент-Клауде в Миннесоте. Один из трёх детей в семье. Он учился в старшей школе в Бекере, в течение двух лет был стартовым левым тэклом её футбольной команды и играл в защите. Входил в число финалистов награды «Мистер Футбол» в Миннесоте. Помимо футбола, он три года был игроком школьной баскетбольной команды, в 2015 году участвовал в чемпионате штата по толканию ядра.

### Любительская карьера
После окончания школы Рейданс поступил в университет штата Северная Дакота. В сезоне 2016 года он не принимал участия в матчах его команды, находясь в статусе освобождённого игрока. В 2017 году он дебютировал в футбольном турнире NCAA, но в первом же матче получил травму колена, из-за которой пропустил весь сезон.
В 2018 году он стал основным левым тэклом «Байзонс». В одиннадцати играх регулярного чемпионата Рейданс провёл на поле 627 снэпов, пропустив всего три сэка. Ещё четыре матча он сыграл в плей-офф. В 2019 году он сыграл в шестнадцати матчах: двенадцать игр регулярного сезона и четыре игры плей-офф. Благодаря игре линии нападения команда побила рекорд университета, набрав за сезон 4601 ярд на выносе. По итогам года Рейданс вошёл в состав сборной звёзд конференции Миссури-Вэлли.
В октябре 2020 года он сыграл последний матч студенческой карьеры. Сезон в поддивизионе FCS был перенесён из-за пандемии COVID-19, после чего Рейданс объявил о своём выходе на драфт НФЛ. В декабре 2020 года он окончил университет, получив диплом бакалавра в области промышленного машиностроения и управления.

### Профессиональная карьера
Перед драфтом НФЛ 2021 года аналитик сайта НФЛ Чед Рейтер выделял хороший стартовый рывок Рейданса, его технику работы руками, умение сохранять равновесие. К минусам он относил невысокую скорость работы ног, недостаток атлетизма и подвижности, склонность слишком наклоняться вперёд при блокировании. Вопросы мог вызвать и не совсем профессиональный подход к работе на тренировках. Рейтер прогнозировал ему роль тэкла или гарда в команде, ориентированной на выносное нападение через центральную зону поля. 
Рейданс был задрафтован «Теннесси Тайтенс» под общим 53 номером во втором раунде. В мае он подписал с клубом четырёхлетний контракт. В первой части регулярного чемпионата он выходил на поле редко, в девяти матчах сыграв всего 53 снэпа. Работу Рейданса на тренировках тренеры оценивали высоко, но борьбу за место в составе он проигрывал. В стартовом составе Теннесси он дебютировал в конце декабря, выйдя на позицию левого тэкла, освободившуюся после травмы Тейлора Льюана и положительного теста на COVID-19 у Кендалла Ламма.